# Паоло Ванолі
Паоло Ванолі (італ. Paolo Vanoli, нар. 12 серпня 1972, Варезе) — італійський футболіст, що грав на позиції захисника. Виступав, зокрема, за клуби «Верона», «Парма» та «Фіорентина», а також національну збірну Італії.
По завершенні ігрової кар'єри — тренер. З 17 грудня 2021 року ― головний тренер московського «Спартака».

## Клубна кар'єра
Народився 12 серпня 1972 року в місті Варезе. Вихованець юнацьких команд місцевого однойменного клубу.
У дорослому футболі починав виступами за нижчолігові «Беллінцаго» і «Корсіко», а 1993 року став гравцем Серії B «Венеції».
За два роки перейшов до іншого представника Серії В, «Верони», у складі якої у першому ж сезоні підвищився в класі до найвищого італійського дивізіону. Провівши там сезон 1996/97, веронська команда повернулася до другого дивізіону, де Ванолі провів ще один сезон.
Згодом протягом 1998—2003 років знову грав у Серії A, провівши по два сезони за «Парму», з якою 1999 року став володарем Кубка УЄФА, і за «Фіорентину», а також один сезон у «Болоньї».
З літа 2003 року півтора роки грав у Шотландії за «Рейнджерс», після чого на півроку повертався на батьківщину, де захищав кольори «Віченци» у Серії B.
Завершував ігрову кар'єру в Греції, де грав за «Акратітос» протягом 2005—2006 років.

## Виступи за збірну
1999 року дебютував в офіційних матчах у складі національної збірної Італії товариською грою проти бельгійців, в якій став автором єдиного гола своєї команди. Свою другу і останню гру за збірну провів 2000 року.

## Кар'єра тренера
Розпочав тренерську кар'єру невдовзі по завершенні кар'єри гравця, 2007 року, очоливши тренерський штаб команди «Домельяра».
2010 року увійшов у статусі асистента головного тренера до тренерського штабу юнацької збірної Італії U-16. До 2016 року працював на різних тренерських посадах з юнацькими збірними командами Італії, а протягом 2016—2017 років був помічником Джамп'єро Вентури у тренерському штабі головної збірної Італії.
2017 року припинив восьмирічну співпрацю з Італійською федерацією футболу і прийняв пропозицію стати асистентом Антоніо Конте у тренерському штабі лондонського «Челсі».
За два роки разом з Конте повернувся на батьківщину, увійшовши до очолюваного останнім тренерського штабу «Інтернаціонале», в якому працював до 2021 року.
17 грудня 2021 року був призначений головним тренером московського «Спартака».
| Дата       | Місто          | Господарі | Результат | Гості      | Турнір           | Голи | Примітки |
| ---------- | -------------- | --------- | --------- | ---------- | ---------------- | ---- | -------- |
| 13-11-1999 | Лечче          | Італія    | 1 – 3     | Бельгія    | товариський матч | 1    |          |
| 26-4-2000  | Реджо-Калабрія | Італія    | 2 – 0     | Португалія | товариський матч | -    | 89'      |
| Усього     |                | Матчів    | 2         |            | Голів            | 1    |          |

## Титули і досягнення
Гравець
- Володар Кубка Італії (2):

«Парма»: 1998-99
«Фіорентина»: 2000-01
- Володар Суперкубка Італії з футболу (1):

«Парма»: 1999
- Володар Кубка УЄФА (1):

«Парма»: 1998-99
Тренер
- Володар Кубка Росії  (1):

«Спартак» (Москва): 2021-22